# Egon Klepsch
Egon Alfred Klepsch (Děčín, 30 de janeiro de 1930 – Coblença, 18 de setembro de 2010) foi um político alemão da União Democrata-Cristã. Em 1992 foi eleito presidente do Parlamento Europeu, cargo que exerceu até 1994.